# Muralla de Fuentidueña

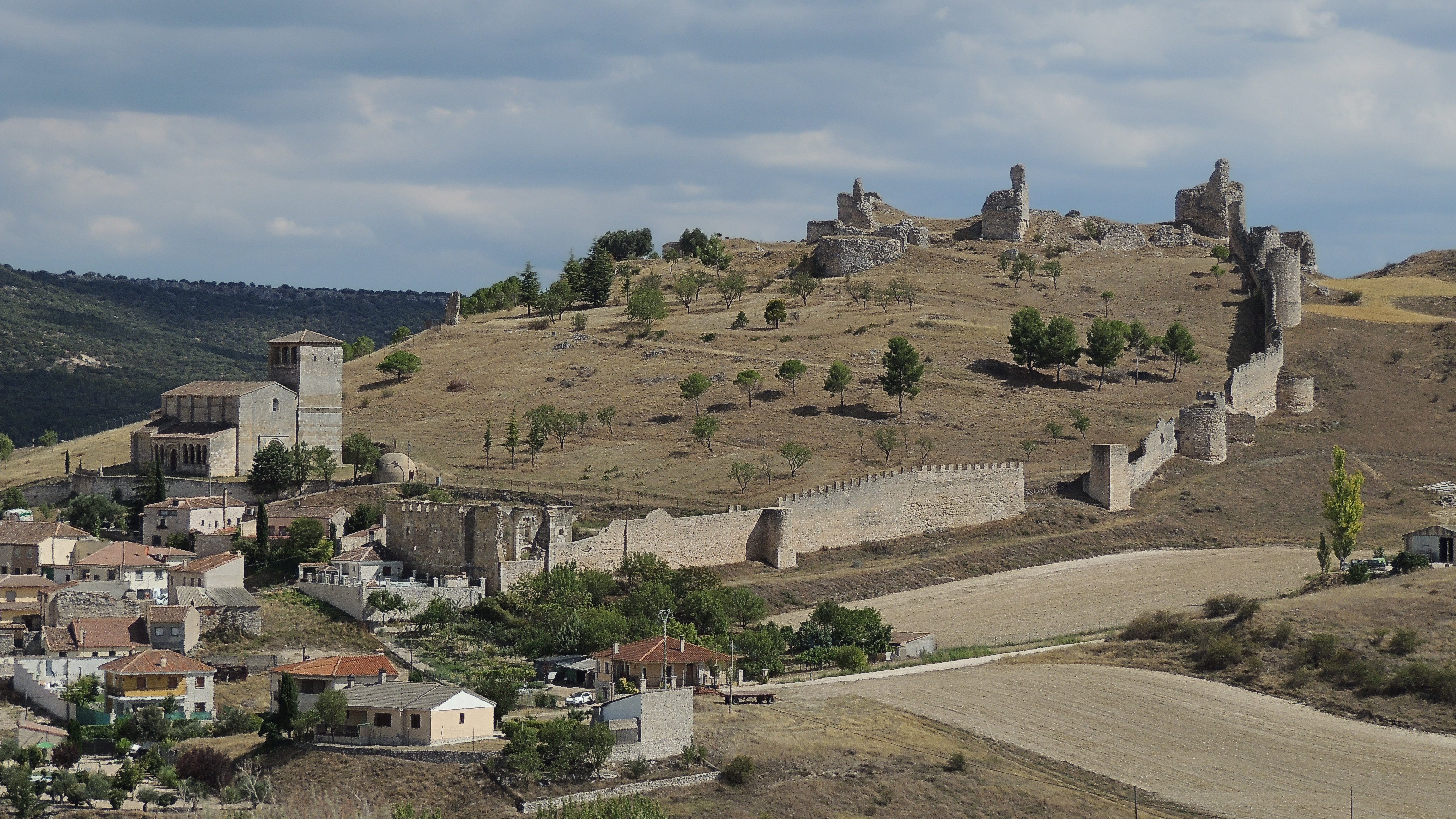
Vista de la muralla.

La muralla de Fuentidueña es una construcción militar ubicada en el municipio segoviano de Fuentidueña (Castilla y León).
Fue construida entre los siglos XII y XIII, y consta de tres paños de muro en los lados norte, sur y oeste, mientras que el este se protege por un cortado natural sobre el río Duratón. Conserva como accesos al recinto la puerta del Palacio, la puerta de la Calzada y la puerta de Alfonso VIII.